# Остров Купреянова
Остров Купрея́нова, также часто как остров Куприянова (англ. Kupreanof Island) — остров в составе архипелага Александра, штат Аляска, США.

## География
Размеры острова составляют 84 на 32 километра, площадь — 2803 км², что делает его 13-м по величине островом США и 170-м по величине островом в мире. Расстояние до материка — около 5,5 км, до острова Кую — менее полукилометра. Остров разделён почти надвое заливом Дункан-Канал, который отделяет от основной части острова полуостров Линденберг.
Остров целиком является частью национального леса Тонгасс, проводится официальная вырубка и заготовка лесоматериалов.

## История
Впервые остров был нанесён на карты в 1793—1794 годах исследователем Джеймсом Джонстоуном и капитаном корабля «Дискавери» (Джозефом Уидби) во время Ванкуверской экспедиции.
Официальное название острову было дано в 1848 году в честь Ивана Антоновича Купреянова, управляющего Российско-Американской Компании в 1836—1840 годах, также в честь Купреянова названа находящаяся на острове гора Куприянова (56°55′ с.ш., 133°23′ з.д., название горе было присвоено в 1948 году).

## Население
По переписи населения 2000 года на острове проживало 785 человек, из них в городе Кейк — 710 человек, и в городе Купреянов — 23 человека, население — тлинкиты.